# Stazione di San Nicandro Garganico
La stazione di San Nicandro Garganico è una stazione ferroviaria della ferrovia San Severo-Peschici a servizio del comune di San Nicandro Garganico, in provincia di Foggia.
È gestita dalle Ferrovie del Gargano.
All'interno della stazione è presente una biglietteria e una sala d'attesa 